# Tit (Adrar)
Tit est une commune de la wilaya d'Adrar, dans la région du Tidikelt en Algérie.

## Géographie

### Situation
Le territoire de la commune de Tit se situe à l'est de la wilaya d'Adrar. Son chef-lieu est situé à 202 km à vol d'oiseau au sud-est d'Adrar et à 232 km par la route.
|        | Tamekten |                                 |
| Aoulef | Tit      | In Ghar (Wilaya de Tamanrasset) |
|        | Akabli   |                                 |

### Relief, géologie, hydrographie

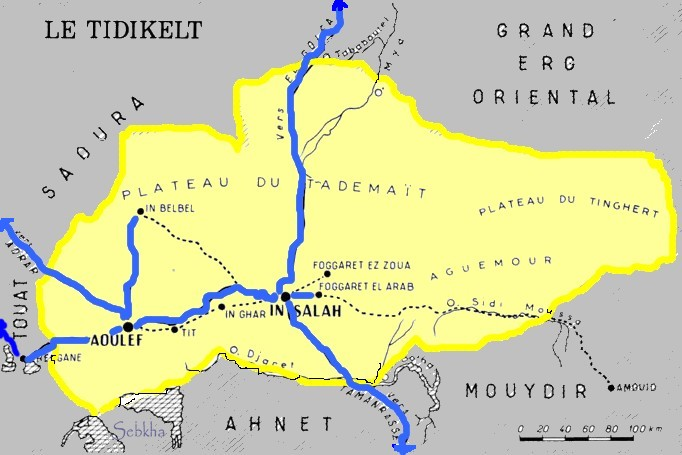
Carte du Tidikelt

Tit est une oasis de la région du Tidikelt, au cœur du Sahara algérien.

### Lieux-dits, quartiers et hameaux
En 1984, la commune de Tit est constituée à partir d'une seule localité:
- Tit.

## Santé
Les consultations spécialisées ainsi que les hospitalisations des habitants de cette commune se font dans l'un des hôpitaux de la wilaya d'Adrar:
- Hôpital Ibn Sina d'Adrar[3].
- Hôpital Mohamed Hachemi de Timimoun[4].
- Hôpital de Reggane.
- Hôpital Noureddine Sahraoui d'Aoulef[5].
- Hôpital de Bordj Badji Mokhtar[6].
- Hôpital de Zaouiet Kounta.
- Pôle hospitalier de Tililane[7].
  - Hôpital général de 240 lits[8].
  - Hôpital gériatrique de 120 lits.
  - Hôpital psychiatrique de 120 lits.
  - Centre anti-cancer de 120 lits.

## Personnalités liées à la commune
Connue pour être le lieu de naissance et le pays d'origine du grand poète El Mejdoub mort en 1568 à Meknès.